# Jamie Langenbrunner
Jamie Langenbrunner (ur. 24 lipca 1975 w Cloquet, Minnesota) – były amerykański hokeista, reprezentant USA, dwukrotny olimpijczyk.
Jego brat Ryan (ur. 1981) także jest hokeistą.

## Kariera klubowa
- Peterborough Petes (1993–1995)
- Dallas Stars (1994)
- Michigan K-Wings (1995–1996)
- Dallas Stars (1996–2002)
- New Jersey Devils (2002–2004)
- ERC Ingolstadt (2004–2005)
- New Jersey Devils (2005–2011)
- Dallas Stars (2011)
- St. Louis Blues (2011–2013)

Od 1995 gra w lidze NHL. 7 stycznia 2011 podpisał kontrakt z klubem Dallas Stars. W lipcu 2011 został zawodnikiem St. Louis Blues, a rok później w lipcu 2012 przedłużył kontrakt o rok. W skróconym sezonie NHL (2012/2013) rozegrał jedynie cztery mecze, w lutym poddał się operacji biodra. W połowie stycznia 2014 poinformował o zakończeniu kariery zawodniczej.
W kadrze USA uczestniczył w turniejach zimowych igrzyskach olimpijskich 1998, 2010 (w 2010 jako kapitan) oraz Pucharu Świata 2004.

## Sukcesy
Reprezentacyjne
- Srebrny medal mistrzostw świata: 2010

Klubowe
- Mistrzostwo dywizji: 1997, 1998, 1999, 2000, 2001 z Dallas Stars, 2003, 2006, 2007, 2009, 2010 z New Jersey Devils, 2012 z St. Louis Blues
- Mistrzostwo konferencji: 1999, 2000 z Dallas Stars, 2003 z New Jersey Devils
- Presidents’ Trophy: 1998, 1999 z Dallas Stars
- Clarence S. Campbell Bowl: 1999, 2000 z Dallas Stars
- Puchar Stanleya: 1999 z Dallas Stars, 2003 z New Jersey Devils
- Prince of Wales Trophy: 2003 z New Jersey Devils

Indywidualne
- NHL (2002/2003):
  - Pierwsze miejsce w klasyfikacji strzelców w fazie play-off: 11 goli
  - Pierwsze miejsce w klasyfikacji kanadyjskiej w fazie play-off: 18 punktów